# Running Back to You
Running Back to You är en låt framförd av den amerikanska sångaren Vanessa Williams, inspelad till hennes andra studioalbum The Comfort Zone (1991). Den skrevs av Trevor Gale och Kenni Hairston som också stod för produktionen tillsammans med Bob Rosa, DJ L.A. Jay och Rob Von Arx. Williams skivbolag Wing Records gav ut "Running Back to You" som huvudsingel från The Comfort Zone den 18 juli 1991. Den skickades till R&B- och popradio (urban contemporary och contemporary hit radio) den 28 juli. "Running Back to You" är en danspop-, R&B- och new jack swing-låt som lånar influenser av housemusik och funk. Under en danspaus samplar den "I Can't Stop" (1976) av John Davis and the Monster Orchestra. Låttexten förmedlade mer attityd och självsäkerhet än Williams tidigare diskografi. Hon klargör för en felande älskare att han inte ska förvänta sig att bli förlåten efter sin otrohet mot henne.
Musikjournalister hyllade låten och Williams nya, mognare sånguttryck samt den medryckande produktionen. Den gav Williams hennes fjärde Grammy Award-nominering när den nominerades i kategorin Best Female R&B Vocal Performance. "Running Back to You" blev Williams näst största singelframgång fram till dess i karriären. Den blev en topp-tjugo-hit på mainstreamlistan Billboard Hot 100 och remixversioner av låten hjälpte den att nå andraplatsen på Hot Dance Club Play. På R&B-listan Hot R&B/Hip-Hop Songs blev den hennes andra listetta i karriären. Williams uppträdde med låten live i det amerikanska pratprogrammet The Arsenio Hall Show. Musikvideon till "Running Back to You" regisserades av Ralph Ziman och innehåller färgsprakande kulisser och Williams som utför danskoreografi tillsammans med flera bakgrundsdansare.

## Bakgrund

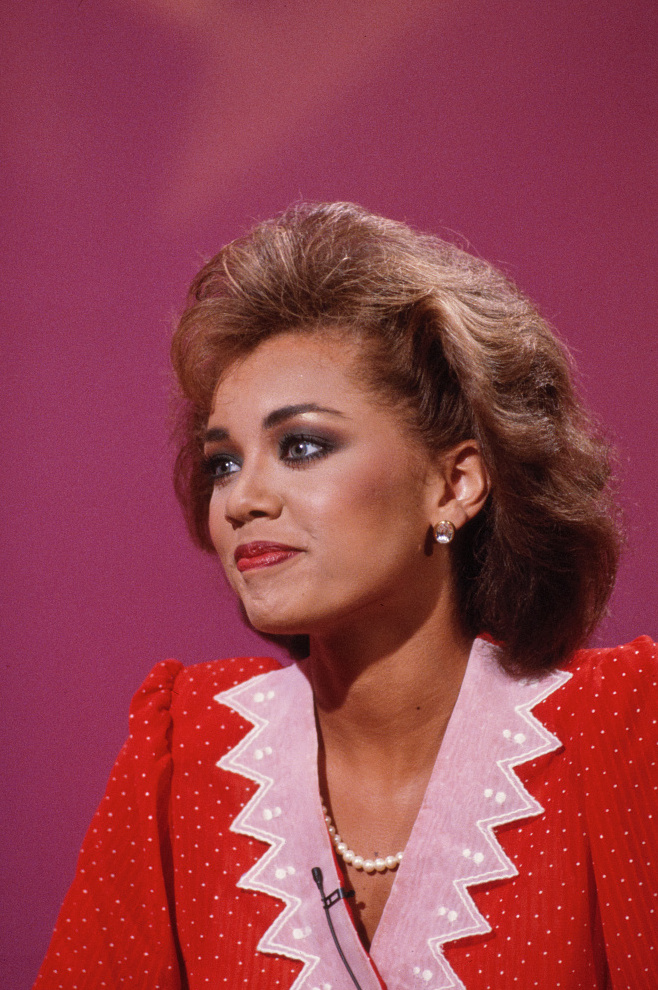
Williams (på bilden) påbörjade arbetet på ny musik år 1989, vilket bland annat gav "Running Back to You".

Efter framgången med debutalbumet The Right Stuff (1988) som genererade flera framgångsrika singlar, däribland "Dreamin'", som nådde topp tio på amerikanska poplistan, påbörjade Williams arbetet på ett andra studioalbum under 1989. Ed Eckstine som haft en betydande roll under skapandet av The Right Stuff fortsatte som Williams chefsproducent trots att han numera blivit befordrad till verkställande direktör för Mercury Records, ägarbolaget till Wing Records som Williams hade skivkontrakt med. Materialet till uppföljaren The Comfort Zone valdes med större noggrannhet än på tidigare projekt. Williams spelade in totalt tjugofem låtar vilket minskades till 14 albumspår. I en intervju med Billboard sade Williams: "Vi valde inte bara ut färdiga låtar och spelade in dem; jag jobbade på låtarna från start och byggde upp dem tillsammans med låtskrivarna. Ed [Eckstine] var chefsproducent på första albumet och när han nu hade blivit verkställande direktör, var han mycket mer upptagen och det blev svårare att bestämma vilka låtar som vi skulle behålla och vilka vi skulle stryka."
Eckstine anlitade en mängd producenter för att bidra till albumet, däribland Keith Thomas, Derek Bramble, Mark Stevens från Jamaica Boys, Kipper Jones, Gerry Brown och den danska produktionsduon Solid Productions. Flera år innan skapandet av albumet var Williams i Japan som domare i Tokyo Music Festival där hon träffade Trevor Gale som var trummis åt Irene Cara. Williams och Gale umgicks på hotellet och bestämde sig för att jobba tillsammans med musik i framtiden. Inför skapandet av The Comfort Zone skickade Gale en demoversion av kompositionen "Running Back to You". Williams flög till New York och spelade in låten tillsammans med Gale och musikproducenten Kenni Hairston. Låten blev den första som Williams skapade i New York till albumet.

## Utgivning och marknadsföring
Williams förespråkade att ge ut "The Comfort Zone" som huvudsingel från albumet men Wing ville återintroducera Williams på musikmarknaden med en upptempolåt som hade mera "sommarkänsla". Hon kommenterade valet av huvudsingel i en intervju med Janine McAdams från Billboard och sade: "Den andra singeln kommer att bli '[The] Comfort Zone', den som jag egentligen hade sett som den första singeln. Men 'Running Back [to You]' är väldigt popradiovänlig medan '[The] Comfort Zone' är mer R&B, så [Wing] tyckte att vi skulle satsa på pop först som grund för att utnyttja bredden i min musik". Wing Records gav ut "Running Back to You" som musiksingel den 18 juli 1991 genom att göra den tillgänglig kommersiellt på CD, vinylskiva och kassettband. CD-singeln av låten innehöll flera remixversioner av låten som "Vanessa's Club Mix", "DNA Extended" och "Flip Hop Remix". På kassettsingeln fanns radioversionen av låten samt förprov på albumspåren "The Comfort Zone", "Save the Best for Last" och "Still in Love" samt b-sidan "Better Off Now". Den 27 juli släpptes "Running Back to You" till amerikanska radiostationer som spelade R&B och pop (urban contemporary och contemporary hit radio).
Som del i marknadsföringen av "Running Back to You" skickade Wing ut promomaterial till utvalda radiostationer i form av ett paket med CD-singeln, en affisch på Williams, en biografi på tolv sidor samt musikvideon på vhs. Williams framförde låten live i det amerikanska pratprogrammet The Arsenio Hall Show tillsammans med flera bakgrundsdansare. Musikvideon till låten regisserades av Ralph Ziman. Webbplatsen Grown Folks Music recenserade videon i efterhand år 2011 och skrev: "Heder åt kvinnorna som är aktuella just nu och gör sin grej, men Vanessa Wiliams var den som var med och skapade den vinnande formeln som R&B/pop-divor skulle följa de nästkommande tjugo åren. Sexig med klass, vacker och talangfull. En video som innehöll fantastisk stil och mode." Webbplatsen Popmatters beskrev videon som "fantastisk" vid en tillbakablick år 2021 och beskrev den som "daterad" samtidigt som den upplevdes som "tidlös". Recensenten skrev: "I den dansar Williams med bakgrundsdansare medan hon ser både eldig och fabulös ut. De skrikiga färgerna sticker ut och är en referens till acid house från tidigt 90-tal."

## Komposition och text
"Running Back to You" producerades av Gale och Hairston med ytterligare produktion från Bob Rosa, DJ L.A. Jay och Rob Von Arx. Keyboards och bas spelades av Fred McFarlane medan Williams och Debbie Cole sjöng bakgrundssången. "Running Back to You" rör sig inom ramarna för danspop, R&B och new jack swing och har en speltid på fyra minuter och trettionio sekunder (4:39). Den innehåller även element av house och funk och har en "melodiös" groove enligt Ebony. Låten innehåller två samplingar, den första börjar vid 0:13 och är av The J.B.'s "The Grunt" (1970). Under en "funkig danspaus" återanvänds musik från "I Can't Stop" (1976) av John Davis and the Monster Orchestra. Enligt webbplatsen Songbpm.com har "Running Back to You" ett snabbt tempo och utgår från 115 taktslag per minut. Den är skriven i tonarten f-dur.
Williams, som beskrev "Running Back to You" som en "attiydlåt", tillämpar en mognare sångstil med större självsäkerhet jämfört med materialet på hennes debutalbum. Texten beskriver hur Williams partner tar henne för given och att han inte ska förvänta sig att hon tar tillbaka honom efter hans otrohet. Hon sätter ner foten och klargör att hon tänker ge sin kärlek till någon som förtjänar den bättre. Refrängen utgörs av Williams och bakgrundssångare som skanderar: "Oh, oh. Oh, oh/ I won't come running back, I won't come running". Dorothy Marcic ansåg i Respect: Women and Popular Music utgiven 2002, att Williams framställdes som mer bestämd och självsäker i låtens text än vad som varit fallet i hennes tidigare diskografi. Webbplatsen On This Day in Pop beskrev låten som en "iskall dusch" för den berörda mannen och att "Vanessa levererar en så pass ordentlig känga åt en vilsekommen älskare att man blir bränd enbart genom att kopplas samman med denne".

## Mottagande

### Professionella recensioner

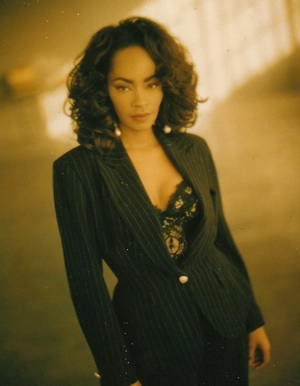
"Running Back to You" jämfördes med musik utgiven av andra populära kvinnliga artister vid tidpunkten så som Pebbles och Jody Watley (på bilden).

Vid utgivningen av The Comfort Zone recenserade Alex Henderson från Allmusic albumet och lyfte då fram "Running Back to You" som ett av de bästa spåren. Thomas Neusom från Black Radio Exclusive beskrev "Running Back to You" som en "suberb danslåt" och gissade att den skulle bli populär i nattklubbar. Han skrev: "Låten är medryckande och tonartsförändringarna är fantastiska. Det här är en mycket bra start inför hennes nya album." Billboard trodde att låten skulle "dominera alla format" och skrev: "Williams ger oss en försmak på sitt efterlängtade Comfort Zone-album med denna medryckande funk/R&B-dänga som innefattar ett mer moget sånguttryck och en refräng som fastnar i hjärnan och vägrar att släppa taget." Alex Handerson från Cash Box var också positiv till låten i sin recension och skrev: "Vanessa Williams' 'Running Back to You', första singeln från hennes kommande andra studioalbum The Comfort Zone, är precis den typ av eleganta, high-tech- R&B/Pop-låtar som de som planerar utbudet på 'urban contemporary'-radiokanaler slänger sig över. 'Running Back to You' är ett dansant nummer i samma stil som Jody Watley/Pebbles har, och den har potential att bli minst lika stor som 'The Right Stuff'."
Webbplatsen On This Day in Pop recenserade The Comfort Zone år 2016 och beskrev då "Running Back to You" som "smakfull" och fortsatte: "Efter att ha avslutat singelkampanjen för The Right Stuff med två ballader var 'Running Back to You' en passande titel när Williams återigen stormade dansgolven (på samma sätt som hon gjorde med de första två singlarna från The Right Stuff). Det var den första ledtråden på att Vanessa skulle satsa stort på The Comfort Zone – bygga vidare på det som hade fungerat tidigare och finjustera det till perfektion." Peter Piatkowski från Popmatters beskrev "Running Back to You" som det "bästa ögonblicket" på The Comfort Zone då det var en "perfekt sammanfattning av Vanessa Williams 1991". Han ansåg att låten var Williams anspråk på att vara en "dansdiva" och att den sidan var "tragiskt förbisedd" av den breda allmänheten. Han fortsatte: "Nästan omedelbart blev Williams mottagen med öppna armar av gaymän, och gayklubbar välkomnade hennes dansmusik." Tom Breihan från webbplatsen Stereogum var inte lika positiv, och han ansåg år 2022 att Williams visserligen kunde sjunga dansmusik "helt okej", men att etiketten som "nattklubbsdiva" kändes en aning påklistrad betraktat i ljuset av hennes framgång med ballader.

### Priser och nomineringar
Vid den 34:e Grammy Awards-upplagan år 1991 var Williams nominerad i kategorin Best Female R&B Vocal Performance för "Running Back to You". Hon vann inte utmärkelsen som i stället gick till Lisa Fischer och Patti LaBelle, vilka mottog var sitt pris för "How Can I Ease the Pain" och "Burnin''".
| År   | Ceremoni               | Kategori                          | Mottagare                           | Resultat  |
| ---- | ---------------------- | --------------------------------- | ----------------------------------- | --------- |
| 1992 | Grammy Awards          | Best Female R&B Vocal Performance | "Running Back to You"               | Nominerad |
| 1992 | MTV Video Music Awards | Best Cinematography               | "Running Back to You" (Ralph Ziman) | Nominerad |

## Kommersiell respons
Under premiärveckan blev "Running Back to You" en av de mest populära nya utgivningarna på R&B-radiostationerna (most added) och började spelas av 70 stationer runtom i USA. "Running Back to You" gick in på plats 72 på amerikanska singellistan Billboard Hot 100 den 10 september och nådde som högst plats 18 den 26 oktober och blev därmed hennes näst största framgång på den topplistan fram till dess i karriären. Försäljning från fysiska exemplar av singeln gjorde att "Running Back to You" gick in på plats 35 på R&B-listan Hot R&B Singles Sales & Airplay och tilldelades veckans "Power Pick"-titel i Billboard-numret som publicerades 24 augusti. Den nådde förstaplatsen i "Sales"-kolumnen och tredjeplatsen i "Airplay"-kolumnen den 28 september och toppade båda kolumnerna den 12 oktober. På den amerikanska R&B-listan Hot R&B/Hip-Hop Songs blev låten Williams fjärde topp-tio-hit när den klättrade från plats tjugo till tio den 7 september. Den toppade listan i två veckor med start den 12 oktober och blev därmed hennes andra listetta i karriären ("Dreamin'" toppade listan den 18 februari 1989). Dansremixerna av låten gjorde att den även hade stor framgång på Billboards danstopplista Hot Dance Club Play där den nådde andraplatsen.
"Running Back to You" hade varierande framgångar på singellistorna utanför USA. I Australien nådde låten som högst plats 102 på landets topplista utfärdad av ARIA Charts. I Kanada nådde den som högst plats 86 på landets singellista sammansatt av RPM och förstaplatsen på listan i kategorin "Dance/Urban".

## Format och låtlistor
Enligt Discogs finns det 28 utgivningar av "Running Back to You". Nedan listas ett urval som ej är identiska.
| 1. | "Running Back to You" (Vanessa's Club Mix)  | 7:56 |
| 2. | "Running Back to You" (Vanessa's Sweat Mix) | 5:09 |
| 3. | "Running Back to You" (DNA Extended)        | 5:16 |
| 4. | "Running Back to You" (Flip Hop Mix)        | 7:01 |

| 1. | "Running Back to You" (The Mix)                   | 4:41 |
| 2. | "Running Back to You" (Edit)                      | 4:01 |
| 3. | "Running Back to You" (Flip Hop Extended Version) | 7:01 |
| 4. | "Running Back to You" (Flip Hop Edit)             | 4:29 |

| 1. | "Running Back to You" (Edit) | 4:01 |
| 2. | "The Comfort Zone"           | 1:00 |
| 3. | "Save the Best for Last"     | 1:00 |
| 4. | "Still in Love"              | 1:00 |
| 5. | "Better Off Now"             | 3:57 |

## Medverkande
Information hämtad från Discogs.
- Ed Eckstine – chefsproducent
- Vanessa Williams – sång, bakgrundssång
- Bob Rosa – producent, ljudmix
- Kenni Hairston – producent, låttext
- Trevor Gale – producent, låttext
- DJ L.A. Jay – producent
- Rob Von Arx – producent
- Serban Ghenea – ljudmix
- Doris Sandberg – bakgrundssång
- Luka Kloser – bakgrundssång

## Topplistor
| Lista (1991)                                     | Topplacering |
| ------------------------------------------------ | ------------ |
| Australien (ARIA Charts)                         | 102          |
| Kanada Top Singles (RPM)                         | 86           |
| Kanada Dance/Urban (RPM)                         | 1            |
| Storbritannien Top 60 Dance Singles (Music Week) | 18           |
| USA Billboard Hot 100                            | 18           |
| USA Hot R&B/Hip-Hop Songs (Billboard)            | 1            |

| Lista (1991)                                    | Topplacering |
| ----------------------------------------------- | ------------ |
| USA Top R&B Singles (Billboard)                 | 45           |
| USA Top Dance Club Play Singles (Billboard)     | 27           |
| USA Top Dance Sales 12-Inch Singles (Billboard) | 12           |
| USA Urban Top 100 (Gavin Report)                | 14           |

## Utgivningshistorik
| Land | Datum        | Utgåva                         | Format           | Skivbolag    | Ref.               |
| ---- | ------------ | ------------------------------ | ---------------- | ------------ | ------------------ |
| USA  | 18 juli 1991 | Standard Limited Edition Promo | CD vinyl kassett | Wing Mercury | [ 35 ] [ 5 ] [ 4 ] |
| USA  | 27 juli 1991 | Standard                       | )                | Wing Mercury | [ 6 ]              |